# Il signore della truffa
Il signore della truffa è una miniserie televisiva italiana in due puntate, co-prodotta da Artis Edizioni Digitali e Rai Fiction, scritta da Paolo Logli e Alessandro Pondi, diretta da Luis Prieto e andata in onda il 3 e il 4 ottobre 2011 su Rai 1.
Protagonista della fiction è Gigi Proietti, che recita la parte di un ex truffatore di lungo corso ritiratosi sulle sponde del Lago Maggiore. La miniserie è una commedia che nasce dal soggetto di Giorgio Glaviano e Giorgio Schöttler, sceneggiata da Paolo Logli e Alessandro Pondi, girata interamente a Verbania e nei comuni della provincia Verbano-Cusio-Ossola, sul Lago Maggiore.
La fiction è stata rimontata e tagliata in molte parti per farne una sola puntata andata in onda il 26 maggio 2013 su Rai 1.

## Trama
Federico Sinacori, un truffatore di lungo corso ancora oggi ricercato dalla Polizia, è un uomo affascinante dal piglio deciso e dai gusti raffinati. Nel corso della sua esistenza ha assunto le più svariate identità e ancora oggi a Verbania - dove si è ritirato a vivere in un condominio - i vicini di casa lo conoscono come il Generale della Finanza Nicola Persico, attualmente in pensione.
Vittime di una truffa ai loro danni, i condomini si rivolgono a Sinacori convinti di chiedere aiuto ad un ex Generale della Finanza il quale però, inizialmente, dati i suoi trascorsi, è riluttante. Ben presto tuttavia si lascia coinvolgere dalle vicende umane dei condomini e così ha l'occasione di rispolverare le sue vecchie abilità. Egli decide di colpire chi li ha truffati con trappole ad hoc architettate con la complicità di quei vicini di casa che, in questa avventura inattesa, si dimostrano fidati alleati del "Generale".
La sua rinnovata attività di truffatore e soprattutto i colpi messi a segno, seppur a fin di bene, risvegliano l'interesse nei suoi confronti del Commissario di Polizia Florenza Marino e del Sottotenente della Guardia di Finanza Claudia Attolico, che si mettono sulle sue tracce riconoscendone il modus operandi. La necessità lo porterà a riscoprire antiche amicizie, come quella con il famoso truffatore spagnolo Narcis De Carreras-Roque, che lo affiancherà quando i giochi si faranno complessi, seppur attratto maggiormente dalla consistenza del bottino che dai nobili ideali.
Perseguendo l'obiettivo di truffare i truffatori Federico Sinacori si troverà a decidere fin dove mettersi in gioco e a scontrarsi con un tormentato passato, che sembra tornare prepotentemente a galla, per uno strano scherzo del destino.

## Caratteristiche
Nella realizzazione della miniserie tv hanno collaborato attivamente con uomini e mezzi tre Forze dell'Ordine: Polizia di Stato, Arma dei Carabinieri e Corpo della Guardia di Finanza.
La miniserie è stata girata interamente a Verbania e nelle zone della provincia di Verbano-Cusio-Ossola, sfruttando i bellissimi ambienti interni ed esterni che offre questa zona che si chiude attorno al Lago Maggiore.
Tra i luoghi scelti per le riprese della fiction ci sono l'ex Collegio Santa Maria di Verbania, dove è stato ambientato il condominio teatro della vicenda, la splendida villa Malerba a Belgirate, dove è ambientata la suggestiva dimora di Federico Sinacori e ancora la maestosa Villa Taranto a Verbania e la Villa Mussi a Baveno.